# Charlie Marinkovich
Charlie Marinkovich (* 7. října 1959) je americký kytarista a zpěvák. Hrál například s hudebníkem Randym Hansenem. V roce 2002 nahradil Erika Barnetta v rockové skupině Iron Butterfly, se kterou hrál až do smrti baskytaristy Lee Dormana v prosinci 2012. V následujícím roce skupina byla neaktivní a Marinkovich v prosinci 2013 oznámil svůj odchod. Později byla skupina obnovena opět s Barnettem v čele. Marinkovich se skupinou vystupoval i v Česku, dvakrát v roce 2010 a jednou v roce 2012.